# Kritias
Kritias (græsk: Κριτίας), født omkring 460 f.Kr. i Athen, død 403 f.Kr., var en græsk statsmand og forfatter.
Kritias var leder af Oligarkerne (De 30 tyranner) under den Peloponnesiske Krig (430-400 f.Kr.). Oligarkerne ville have demokratiet i antikkens Athen afskaffet. Det endte med, at mange af dets ledere blev sendt i landflygtighed, og først vendte hjem på forlangende af Sparta, der havde overvundet Athen. Efter hjemvendelsen gjorde oligarkerne oprør, oprøret blev slået ned, og Kritias blev dræbt.
 Der er for få eller ingen kildehenvisninger i denne artikel, hvilket er et problem. Du kan hjælpe ved at angive troværdige kilder til de påstande, som fremføres i artiklen.